# SMS A 6
SMS A 6 – niemiecki torpedowiec z okresu I wojny światowej, szósta jednostka typu A 1. Okręt wyposażony był w jeden kocioł parowy opalany węglem i trójcylindrową maszynę parową, a zapas paliwa wynosił 24,5 tony. Zbudowany w innej stoczni kadłub okrętu wyposażono w stoczni AG Vulcan, a następnie rozebrany na sekcje przewieziono koleją do Holandii, gdzie odbył się ostateczny montaż okrętu. Torpedowiec brał udział w patrolach wzdłuż wybrzeża Flandrii i na kanale La Manche. Okręt został zatopiony przez brytyjskie niszczyciele 1 maja 1915 roku na Morzu Północnym .